# Charles Shyer

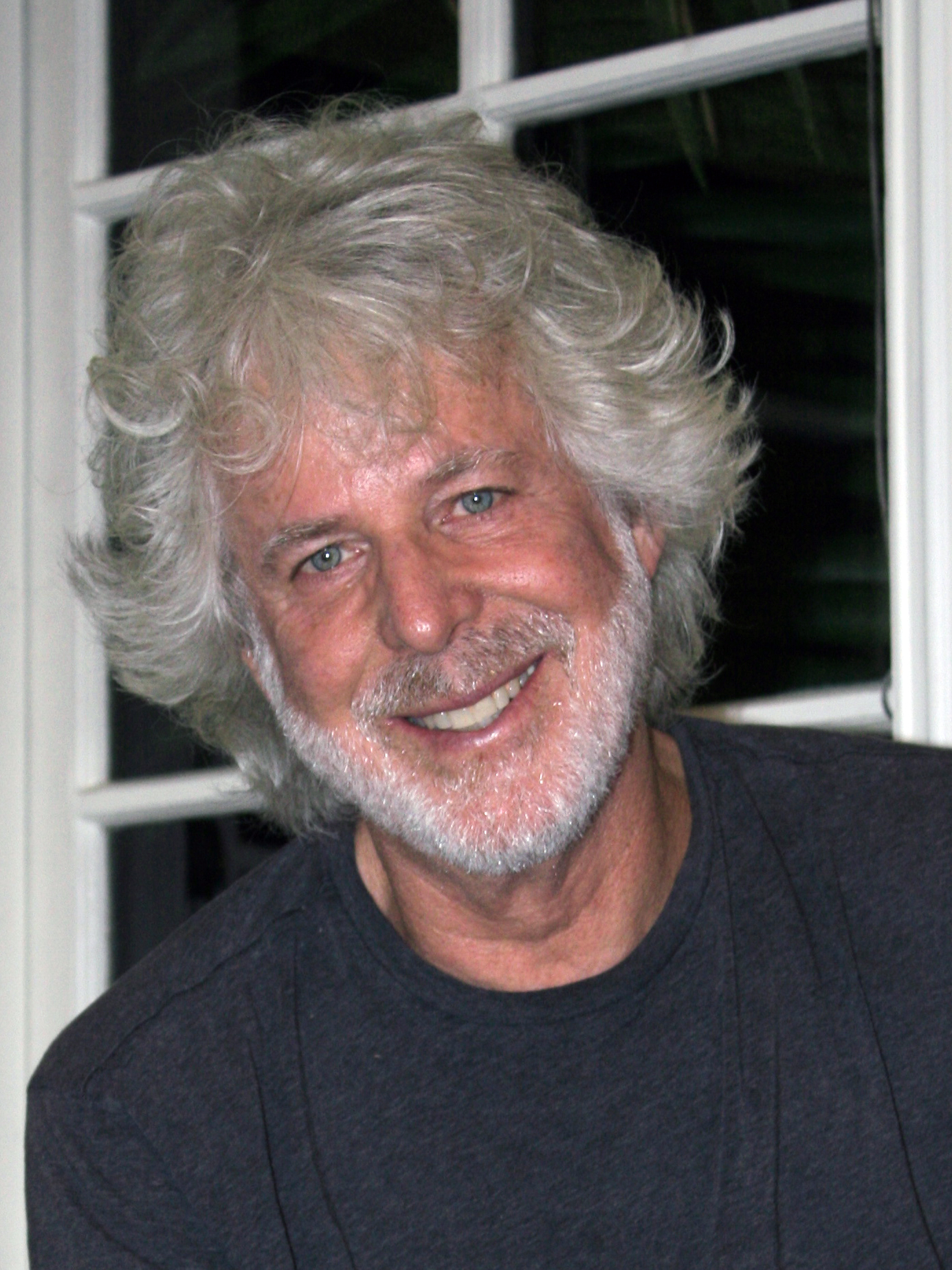
Charles Shyer (2012)

Charles Richard Shyer (* 11. Oktober 1941 in Los Angeles, Kalifornien; † 27. Dezember 2024 ebenda) war ein US-amerikanischer Filmregisseur, Drehbuchautor und Filmproduzent.

## Leben
Charles Richard Shyer war der Sohn von Melville Shyer, einem Mitbegründer der Directors Guild of America, und Lois Shyer. Er wuchs in Los Angeles auf und arbeitete nach Abschluss seines Studiums an der University of California für kurze Zeit als Regieassistent und Produktionsleiter, bevor er sich der Schriftstellerei zuwandte.
Im Jahr 1977 hatte er sein Debüt beim Film als Co-Autor in der Komödie Ein ausgekochtes Schlitzohr (Smokey and the Bandit). Wenig später lernte er seine zukünftige Ehefrau Nancy Meyers kennen und sie verfassten gemeinsam das Drehbuch zum Film Schütze Benjamin (Private Benjamin). 1980 heirateten die beiden. Sie arbeiteten auch weiterhin zusammen, sodass weitere Filme wie Triple Trouble (Irreconcilable Differences), Baby Boom, Vater der Braut oder Ein Zwilling kommt selten allein (The Parent Trap, – nach dem Roman Das doppelte Lottchen von Erich Kästner) entstanden. Shyer galt als Hauptautor der Hit-Comedy-Serie, Männerwirtschaft (The Odd Couple). Weitere Drehbücher für Sitcoms schrieb er für Getting Together und Happy Days.
1999 trennten sich Shyer und Meyers nach 19 Jahren Ehe. Sie hatten zwei gemeinsame Töchter, die beide Schauspielerinnen sind. Vor seiner Ehe mit Meyers war Shyer von 1969 bis 1974 mit Diana Ewing verheiratet. Seine Ehefrau ab 2004 war Deborah Lynn-Shyer, mit der er zwei weitere Kinder hatte.
Nach der Trennung ging Shyer eigenen Film- und Fernsehprojekten nach, zuletzt trat er 2023 als Drehbuchautor in Erscheinung. Shyer starb im Alter von 83 Jahren.

## Sonstiges
Ein Projekt Shyers für 2012 war eine Produktion für HandMade Films, dessen Handlung auf dem Kinderbuch Eloise in Paris von Kay Thompson aus dem Jahre 1950 basiert. Das Drehbuch verfasste er gemeinsam mit seiner Tochter Hallie Meyers-Shyer und Larry Spencer. Als Starttermin für die Dreharbeiten war der 12. August 2012 vorgesehen, sie sollten in Paris, New York und im Süden von Frankreich stattfinden. Uma Thurman, Billi Bruno, Jordana Beatty und Nicky Jones waren als Besetzung vorgesehen.

## Auszeichnungen
Oscar
Nominierung
- 1981: in der Kategorie – Bestes Drehbuch für Private Benjamin[9]

Humanitas Prize
Nominierung
- 1989: in der Kategorie – 30 Minuten Film für Baby Boom

Writers Guild of America
Nominierung
- 1979: in der Kategorie – WGA Award (Best Comedy Written Directly for the Screen) für House Calls

Gewonnen
- 1981: in der Kategorie – WGA Award (Best Comedy Written Directly for the Screen) für Private Benjamin[10]

## Filmografie (Auswahl)
als Drehbuchautor
- 1977: Ein ausgekochtes Schlitzohr (Smokey and the Bandit)
- 1977: Hausbesuche (House Calls)
- 1978: Der Galgenstrick (Goin’ South)
- 1980: Schütze Benjamin (Private Benjamin)
- 1984: Triple Trouble (Irreconcilable Differences)
- 1986: Jumpin’ Jack Flash
- 1987: Baby Boom – Eine schöne Bescherung (Baby Boom)
- 1991: Vater der Braut (Father of the Bride)
- 1992: Es war einmal ein Mord (Once Upon a Crime...)
- 1994: I Love Trouble – Nichts als Ärger (I Love Trouble)
- 1995: Ein Geschenk des Himmels – Vater der Braut 2 (Father of the Bride Part II)
- 1998: Ein Zwilling kommt selten allein (The Parent Trap)
- 2004: Alfie
- 2011: Ieri oggi domani (Kurzfilm)
- 2022: The Noel Diary
- 2023: Best. Christmas. Ever!

als Regisseur
- 1984: Triple Trouble (Irreconcilable Differences)
- 1987: Baby Boom – Eine schöne Bescherung (Baby Boom)
- 1991: Vater der Braut (Father of the Bride)
- 1994: I Love Trouble – Nichts als Ärger (I Love Trouble)
- 1995: Ein Geschenk des Himmels – Vater der Braut 2 (Father of the Bride Part II)
- 2001: Das Halsband der Königin (The Affair of the Necklace)
- 2004: Alfie
- 2011: Ieri oggi domani (Kurzfilm)
- 2022: The Noel Diary

als Produzent
- 1980: Schütze Benjamin (Private Benjamin)
- 1998: Ein Zwilling kommt selten allein (The Parent Trap)
- 2001: Das Halsband der Königin (The Affair of the Necklace)
- 2004: Alfie